# Akihiko Hirata
Akihiko Hirata (jap. 平田昭彦 Hirata Akihiko, ur. 16 grudnia 1927 w Keijō, zm. 25 lipca 1984 w Tokio) właśc. Akihiko Onoda (jap. 野田昭彦 Onoda Akihiko) – japoński aktor charakterystyczny. Najbardziej znany z ról filmów typu kaijū, w szczególności doktora Serizawy z Godzilli.

## Wybrana filmografia
- The Last Embrace (1953) jako Yamaoka / Sandaime
- Samuraj (1954) jako Seijūrō Yoshioka
- Godzilla (1954) jako dr Daisuke Serizawa
- Zoku Miyamoto Musashi: Ichijōji no kettō (1955) jako Seijūrō Yoshioka
- Miyamoto Musashi kanketsuhen: kettō Ganryūjima (1956) jako Seijūrō Yoshioka
- Rodan – ptak śmierci (1956) jako prof. Kyūichiro Kashiwagi
- Tajemniczy przybysze (1957) jako Ryōichi Shiraishi
- The H-Man (1958) jako inspektor Tominaga
- Daikaijū Baran (1958) jako dr Fujimora
- Thee Three Treasures (1959) jako Kibino Takehiko
- The Secret of the Telegian (1960) jako detektyw Kobayashi
- Burza nad Pacyfikiem (1960) jako oficer
- Opowieść z zamku w Osace (1961) jako Hayatonosho „Hayato” Susukida
- Mothra (1961) jako lekarz
- Sanjūrō: samuraj znikąd (1962) jako Bunji Terada
- Gorath (1962) as kpt. Endo
- King Kong kontra Godzilla (1962) jako dr Shigesawa
- 47 wiernych samurajów (1962) jako Yasoemon Okajima
- Varan the Unbelievable (1962) jako obserwator na wieży lotniczej
- Atragon (1963) jako agent Mu #23
- Cyklon (1964) jako Ryutaro Inoue
- Ghidorah – Trójgłowy potwór (1964) jako inspektor Okita
- Ultraman (1966) jako prof. Iwamoto
- Ebirah – potwór z głębin (1966) jako kpt. Ryū
- Kokusai himitsu keisatsu: Zettai zetsumi (1967) jako mężczyzna w  tureckim kapeluszu
- Najdłuższy dzień (1967) jako komandor Sugahara
- Syn Godzilli (1967) jako Fujisaki
- Szerokość geograficzna zero (1969) jako dr Sugata
- Japonia i miecz (1969) jako oficer sztabowy Tsunoda
- Godzilla kontra Mechagodzilla (1974) jako prof. Hideto Miyajima
- Prophecies of Nostradamus (1974) jako naukowiec #1
- Powrót Mechagodzilli (1975) jako dr Shinji Mafune
- The War in Space (1977) jako komandor Oishi
- Cesarska flota (1981)
- Sayonara Jowisz (1984) jako dr Inoue Ryutarou

## Życiorys
Hirata urodził się w Seulu (wówczas Keijō) w Generalnym Gubernatorstwie Korei w 1927 roku w zamożnej rodzinie. Kształcił się w prestiżowej Szkole Architektury Wnętrz Uniwersytetu Tokijskiego. Przed dołączeniem do Shintoho jako asystent reżysera (pod kierunkiem swojego starszego brata Yoshikiego Onody), Hirata zajmował się fotografią, a ostatecznie dołączył do Tōhō w 1953 roku, w ramach programu „New Face” wytwórni, co doprowadziło go do obsadzenia w Godzilli z 1954 roku jako skonfliktowanego moralnie doktora Serizawy. Sukces filmu zapewnił sławę Hiracie, ale jednocześnie zaszufladkował go do ról naukowców i czarnych charakterów, a aktor zagrał w ponad 20 innych filmach science fiction dla Tōhō i serialu Ultraman produkcji Tsuburaya Productions.
Hirata zmarł w 1984 roku. Związek aktora z gatunkiem kaiju trwał aż do jego śmierci, gdy pomógł ogłosić produkcję Powrotu Godzilli na konferencji prasowej w Tokio, ale niestety Hirata był zbyt chory, by wystąpić w filmie, a rola ostatecznie trafiła do Yōsuke Natsukiego, który pojawił się u boku Hiraty w Ghidorze, Trójgłowym Potworze w 1964 roku. Hirata zmarł 25 lipca 1984 roku po długiej walce z rakiem płuc. Jego ostatnia rola filmowa była w filmie Sayonara Jowisz z 1984 roku.

## Życie osobiste
Był żonaty z aktorką Yoshiko Kugą od 1961 roku do swej śmierci w 1984 roku.